# Digital object identifier
Digital object identifier (DOI) er en permanent identifikation, som tildeles et objekt, f.eks. et elektronisk dokument, så dette altid kan findes, selvom internetadressen forandres. På sin vis en pendant til ISBN-systemet, som kendes fra bøger. Oversat til dansk kan DOI opfattes som en forkortelse af "digital objekt-identifikator".
DOI skal forstås som "digital identifikation af et objekt", ikke som "identifikation af et digitalt objekt". Et DOI-navn kan tildeles et hvilket som helst objekt - fysisk, digitalt eller abstrakt. I praksis er det dog primært digitale objekter (f.eks. elektroniske dokumenter), som tildeles DOI.
Som systemet fungerer på nuværende tidspunkt kan man tilføje en DOI til URL'en https://doi.org/ (eller http://dx.doi.org/ ) og blive ført direkte til det ønskede dokument. Selv om man dermed har fundet dokumentet, kan der dog stadig være restriktioner på adgangen til at læse dokumentet, f.eks. i form af krav om abonnement på elektroniske tidsskrifter. 
Eksempel: Hvis man ønsker at finde DOI Handbook tilføjer man dennes DOI (10.1000/182) og får adressen https://doi.org/10.1000/182 (Arkiveret 24. september 2019 hos  Wayback Machine), der så fører én til DOI Handbook's opholdssted på Internettet (og denne kan læses uden abonnement).
Et væsentligt aspekt af DOI-systemet er, at en DOI skal være en vedvarende (engelsk: persistent) identifikation af objektet. Hvis f.eks. en videnskabelig artikel er tildelt en DOI af det tidsskrift som har publiceret artiklen, så skal/bør et link baseret på DOI'en virke på et vilkårligt senere tidspunkt. Det forhindrer ikke tidsskriftet i at re-organisere sin hjemmeside, men så skal DOI-registreringen også opdateres, sådan at den oprindelige DOI fortsat leder til den samme artikel. Ansvaret for denne vedligeholdelse ligger hos den som har registreret DOI'en. Systemet fungerer ved, at et centralt register viderestiller DOI-forespørgsler og man således kun skal registrere flytning af elektroniske dokumenter ét sted.
DOI er bredt benyttet i forbindelse med kildehenvisninger i den videnskabelige litteratur.
Også på Wikipedia benyttes DOI, særligt i forbindelse med kildehenvisninger til videnskabelige artikler. En opgørelse fra 2017 fandt at den engelsk Wikipedia havde omkring 1 million kildehenvisninger med DOI.

## Ekstern henvisning
- Digital Object Identifier Foundation Arkiveret 20. maj 2011 hos  Wayback Machine

## Referenceliste
1. 1 2  Key Facts on Digital Object Identifier System: Scope. http://www.doi.org/factsheets/DOIKeyFacts.html Arkiveret 12. november 2020 hos  Wayback Machine
2. ↑  Frequently Asked Questions about the DOI System: 6. What can a DOI name be assigned to? https://www.doi.org/faq.html Arkiveret 10. december 2020 hos  Wayback Machine
3. ↑  Włodzimierz Lewoniewski; Krzysztof Węcel; Witold Abramowicz (23. september 2017), "Analysis of References Across Wikipedia Languages", 23rd International Conference, ICIST 2017, Druskininkai, Lithuania, October 12–14, 2017, Proceedings: 561-573, doi:10.1007/978-3-319-67642-5_47, Wikidata  Q41079721

| Enheder | Spire Denne artikel om standarder og måleenheder er en spire som bør udbygges. Du er velkommen til at hjælpe Wikipedia ved at udvide den. |